# Virginia Satirová

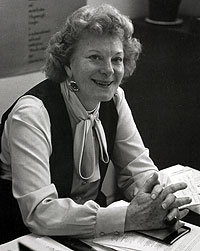
Virginie Satirová

Virginia Satirová (26. června 1916 Neillsville, Wisconsin, USA – 10. září 1988 Kalifornie, USA) byla americká sociální pracovnice, psycholožka a terapeutka, autorka metod pro zkvalitňování komunikace v rodinách i v organizacích. Je označována za matku rodinné terapie. Na základě své praxe vytvořila Model růstu k účinné psychoterapeutické práci.

## Mládí
Virginie Satirová se narodila 26. června 1916 ve Wisconsinu na statku, jako nejstarší z pěti dětí Oscara Alfreda Reinnarda Pagenkopfa a Minnie Happe Pagenkopfové. V pěti letech málem podlehla prasklému slepému střevu, který její matka jako stoupenkyně Křesťanské vědy nechtěla léčit tradiční medicínou. Otec si vynutil převoz dítěte do nemocnice, kde zůstalo několik měsíců a malá Virginie se rozhodla stát se "detektivem dospělých". Otec byl alkoholik; později vzpomínala, že si už tehdy všimla, že se v rodinách odehrávalo pod povrchem více věcí, o kterých se nemluvilo. Zvídavé dítě se naučilo číst ve třech letech a v pěti mělo přečtenou celou malou knihovnu místní jednotřídky. V jejích pozdějších teoriích o duševním růstu a potřebě vhodných psychologických podmínek se obráží její dětské pozorování přírody na statku.
Rodina třináctileté Virginie se přestěhovala v roce 1929 do Milwaukee, aby jí umožnila studium na střední škole a v roce 1932 na učitelském ústavu (dnes University of Wisconsin–Milwaukee). Po absolutoriu pracovala několik let jako učitelka a zkušenosti zúročila při pozdějším vzdělávání dalších terapeutů.
V roce 1941 se vdala za Gordona Rogerse, vojáka na dovolené. Manželství bylo rozvedeno v roce 1949. Druhé manželství uzavřela v roce 1951 s Normanem Satirem, se kterým adoptovali dvě dcery. I toto manželství skončilo rozvodem v roce 1957.

## Terapeutická praxe
Za další obor studia si vybrala sociální práci a od roku 1951 pracovala soukromě s rodinami, od roku 1955 v Institutu psychiatrie v Illinois, kde ovlivnila i ostatní terapeuty, aby se při práci s jednotlivými pacienty zaměřovali na jejich rodiny. Na konci 50. let se přestěhovala do Kalifornie, kde spolu s dalšími založila Mental Research Institute v Palo Alto. V roce 1962 získali grant na první výcviky v rodinné terapii; Satirová byla ředitelkou výcviků.
Objevy
Jedním z jejích tehdejších zjištění s dalekosáhlými důsledky pro praktickou psychologii bylo, že problém, se kterým klient přichází do terapie, je zřídkakdy skutečným problémem. Problémem je způsob zvládání a Satirová identifikovala čtyři stresové způsoby zvládání, které jsou společné všem lidem: usmiřování, vinění, rušení a racionalizace. Pátým je kongruence. Popsala také, jak nízká sebeúcta ovlivňuje mezilidské vztahy. Její sochání mezilidských vztahů a model rodinné rekonstrukce, která pracuje se čtyřmi generacemi klientovy rodiny jsou předchůdci systemických konstelací Berta Hellingera. Do terapií začleňovala poetické meditace, které zapojují pravou mozkovou hemisféru. Vytvořila "Satiriánský model", který vede k osobnostnímu růstu a zlepšení komunikačních schopností. Věřila, že prožitková terapie je intenzívní duchovní zkušenost a cesta k vnitřnímu Self. Duši popsala metaforou ledovce, ze kterého je nad hladinou vidět jen malá část – naše chování a způsob zvládání bolesti. Pod nimi jsou uložené další úrovně: pocity, pocity z pocitů, vnímání, očekávání, touhy a bytostné Já. Čím hlouběji v ledovci terapeut pracuje, tím hlubší a trvalejší jsou změny a uzdravení. Terapeut pomáhá a vede lidi k tomu, aby byli schopni přijmout své pocity a bolest a také přijali vlastní prožitky a zkušenosti. Po přijetí negativních pocitů jsou schopni dále rozvíjet svůj osobní potenciál.
Ocenění
- 1976 Zlatá medaile chicagské university Za vynikající služby lidstvu
- 1978 čestný doktorát university Wisconsin–Madison
- 1982 ocenění západoněmecké vlády dvanácti nejvlivnějším vůdcům dnešního světa
- 1984 čestná zakladatelka Nadace PAIRS
- 1985 poradce pro zdravotní otázky amerického Kongresu
- 1986 členka Mezinárodní rady starších, platformy nositelů Nobelovy ceny míru
- 1987 čestné členství Československé lékařské společnosti

## Odkaz

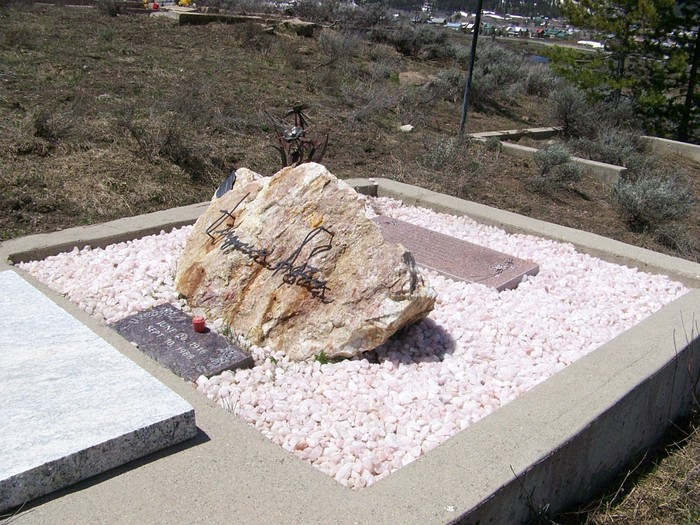
Hrob

Virginie Satirová je zakladatelkou americké rodinné terapie a humanistické psychologie. Prostý jazyk jejích knih a jednoduše lidské praktické postupy terapie přispívají k její popularitě. V rozsáhlé anketě časopisu Psychotherapy Networker mezi tisíci amerických terapeutů, kdo nejvíce ovlivnil podobu současné psychoterapie, se umístila na pátém místě a jako první žena.
V Kanadě vychází od roku 2007 The Satir Journal věnovaný satirovské transformační systemické terapii a od roku 2013 pak i Satir International Journal.
Charismatická osobnost Satirové přitahuje pozornost i po smrti a na její hrob v Crested Butte v Coloradu musí být doplňovány oblázky růženínu, které si poutníci odnášejí na památku.

## Instituty
Výuce její terapeutické techniky se věnují její žáci sdružení v americkém a kanadském institutu. Pozoruhodné je působení kanadského institutu, který v Číně vyškolil desetitisíce terapeutů. Virginie Satirová navštívila v roce 1979 a 1987 Československo, kde její štafetu převzala Olga Holubová (1948–2002). Dnes existují dva samostatné Instituty Virginie Satirové pro Slovenskou a Českou republiku, které pořádají akreditované psychoterapeutické výcviky.

## Dílo
Svou první knihu Společná terapie rodiny vydala v roce 1964 a vychází ze skript, která napsala pro studenty Mental research Institute v Palo Alto. Její reputace rostla s každou další knihou a Satirová cestovala a vyučovala po celém světě. Časopis Time shrnul v roce 1985 její vystoupení slovy, "Zaplní jakoukoliv posluchárnu". K dispozici jsou kromě rozhovorů i anotovaná videa její terapeutické práce.
- Self Esteem, 1975, ISBN 1-58761-094-9
- Making Contact, 1976, ISBN 0-89087-119-1
- Changing with Families: a book about further education for being human, 1976, ISBN 0-8314-0051-X (společně s Richardem Bandlerem a Johnem Grinderem)
- Your Many Faces, 1978, ISBN 0-89087-120-5
- Helping Families Change, 1982, ISBN 1-56821-227-5 (s Jamesem Stachowiakem a Harvey A. Taschmanem)
- Conjoint Family Therapy, 1983, ISBN 0-8314-0063-3. Česky Společná terapie rodiny, Portál, 2007 a 2025, ISBN 978-80-262-2281-1.
- Satir Step By Step: A Guide to Creating Change in Families, 1984, ISBN 0-8314-0068-4 (s Michele Baldwin). Česky Terapie rodiny krok za krokem podle Virginie Satirové Archivováno 29. 7. 2020 na Wayback Machine., Portál, 2012.
- New Peoplemaking, 1988, ISBN 0-8314-0070-6. Česky Kniha o rodině, 1994 a 2. vydání 2006.
- Peoplemaking, 1990, ISBN 0-89087-119-1
- Satir Model: Family Therapy and Beyond, 1991, ISBN 0-8314-0078-1 (s Johnem Banmenem, Jane Gerber a Maria Gomori). Česky Model růstu : za hranice rodinné terapie, Brno 2005.